# Halové mistrovství Evropy v atletice 2007
29. Halové mistrovství Evropy v atletice se uskutečnilo v britském Birminghamu ve dnech 2. – 4. března 2007 v hale National Indoor Arena (The NIA), kde se mj. konalo také halové MS v roce 2003. O pořadatelství rozhodla Evropská atletická asociace na konferenci ve švýcarském Lausanne dne 26. dubna 2004. Zájem o toto halové ME měla také Česká republika, avšak v říjnu roku 2007 český atletický svaz svoji kandidaturu stáhl. Důvodem stažení byla chybějící garance ze strany vlády ČR.
Bronzovou medaili ve skoku do výšky žen původně vybojovala Bulharka Venelina Venevová. V lednu roku 2007 však měla pozitivní dopingový nález na testosteron a byla diskvalifikována. Bronz dodatečně dostala Španělka Ruth Beitiaová.

## Česká účast
Českou republiku na tomto šampionátu reprezentovalo 11 českých atletů (7 mužů a 4 ženy).

## Medailisté

### Muži
| Soutěž        | Zlato                                                                       | Stříbro                                                                    | Bronz                                                                      |
| ------------- | --------------------------------------------------------------------------- | -------------------------------------------------------------------------- | -------------------------------------------------------------------------- |
| 60 m          | Jason Gardener 6,51                                                         | Craig Pickering 6,59                                                       | Ronald Pognon 6,60                                                         |
| 400 m         | David Gillick 45,52                                                         | Bastian Swillims 45,62                                                     | Robert Tobin 46,15                                                         |
| 800 m         | Arnoud Okken 1:47,92                                                        | Miguel Quesada 1:47,96                                                     | Maurizio Bobbato 1:48,71                                                   |
| 1500 m        | Juan Carlos Higuero 3:44,41                                                 | Sergio Gallardo 3:44,51                                                    | Arturo Casado 3:44,73                                                      |
| 3000 m        | Cosimo Caliandro 8:02,44                                                    | Bouabdellah Tahri 8:02,85                                                  | Jesús España 8:02,91                                                       |
| 60 m př.      | Gregory Sedoc 7,63                                                          | Marcel van der Westen 7,64                                                 | Jackson Quiñónez 7,65                                                      |
| 4 × 400 m     | Velká Británie 3:07,04 Robert Tobin Dale Garland Philip Taylor Steven Green | Rusko 3:08,10 Ivan Buzolin Vladislav Frolov Maxim Dyldin Arťom Sergejenkov | Polsko 3:08,14 Piotr Kędzia Marcin Marciniszyn Łukasz Pryga Piotr Klimczak |
| Skok do výšky | Stefan Holm 2,34 m                                                          | Linus Thörnblad 2,32 m                                                     | Martyn Bernard 2,29 m                                                      |
| Skok o tyči   | Danny Ecker 5,71 m                                                          | Denys Jurčenko 5,71 m                                                      | Björn Otto 5,71 m                                                          |
| Skok daleký   | Andrew Howe 8,30 m                                                          | Loúis Tsátoumas 8,02 m                                                     | Salim Sdiri 8,00 m                                                         |
| Trojskok      | Phillips Idowu 17,56 m                                                      | Nathan Douglas 17,47 m                                                     | Alexandr Sergejev 17,15 m                                                  |
| Vrh koulí     | Mikuláš Konopka 21,57 m                                                     | Pavel Lyžin 20,82 m                                                        | Joachim Olsen 20,55 m                                                      |
| Sedmiboj      | Roman Šebrle 6 196 bodů                                                     | Alexandr Pogorelov 6 127 bodů                                              | Andrej Kravčenko 6 090 bodů                                                |

### Ženy
| Soutěž        | Zlato                                                                                      | Stříbro                                                                             | Bronz                                                                                  |
| ------------- | ------------------------------------------------------------------------------------------ | ----------------------------------------------------------------------------------- | -------------------------------------------------------------------------------------- |
| 60 m          | Kim Gevaertová 7,12                                                                        | Jevgenija Poljakovová 7,18                                                          | Daria Onyśková 7,20                                                                    |
| 400 m         | Nicola Sandersová 50,02                                                                    | Ilona Usovičová 51,00                                                               | Olesja Zykinová 51,69                                                                  |
| 800 m         | Oxana Zbrožeková 1:59,23                                                                   | Tetjana Petljuková 1:59,58                                                          | Jolanda Čeplaková 2:00,00                                                              |
| 1500 m        | Lidia Chojecká 4:05,13                                                                     | Natalja Pantěljevová 4:06,04                                                        | Olesja Čumakovová 4:06,48                                                              |
| 3000 m        | Lidia Chojecká 8:43,25                                                                     | Marta Domínguezová 8:44,40                                                          | Silvia Weissteinerová 8:44,81                                                          |
| 60 m př.      | Susanna Kallurová 7,87                                                                     | Alexandra Antonovová 7,94                                                           | Kirsten Bolmová 7,97                                                                   |
| 4 × 400 m     | Bělorusko 3:27,83 Juliana Juščanková Iryna Chljustavová Světlana Usovičová Ilona Usovičová | Rusko 3:28,16 Olesja Zykinová Natalja Ivanovová Žanna Kaščejevová Natalja Anťuchová | Spojené království 3:28,69 Emma Ducková Nicola Sandersová Kim Wallová Lee McConnellová |
| Skok do výšky | Tia Hellebautová 2,05 m                                                                    | Antonietta Di Martinová 1,96 m                                                      | Ruth Beitiaová 1,96 m                                                                  |
| Skok o tyči   | Světlana Feofanovová 4,76 m                                                                | Julija Golubčikovová 4,71 m                                                         | Anna Rogowská 4,66 m                                                                   |
| Skok daleký   | Naide Gomesová 6,89 m                                                                      | Concepción Montanerová 6,69 m                                                       | Denisa Ščerbová 6,64 m                                                                 |
| Trojskok      | Carlota Castrejanová 14,64 m                                                               | Olesja Bufalovová 14,50 m                                                           | Teresa Nykla Meso Ba 14,49 m                                                           |
| Vrh koulí     | Assunta Legnanteová 18,92 m                                                                | Irina Chudoroškinová 18,50 m                                                        | Olga Rjabinkinová 18,16 m                                                              |
| Pětiboj       | Carolina Klüftová 4 944 bodů                                                               | Kelly Sothertonová 4 927 bodů                                                       | Karin Ruckstuhlová 4 801 bodů                                                          |

## Medailové pořadí
| Umístění | Stát           | Zlato | Stříbro | Bronz | Celkem |
| -------- | -------------- | ----- | ------- | ----- | ------ |
| 1.       | Velká Británie | 4     | 3       | 3     | 10     |
| 2.       | Itálie         | 3     | 1       | 2     | 6      |
| 3.       | Švédsko        | 3     | 1       | 0     | 4      |
| 4.       | Rusko          | 2     | 9       | 4     | 15     |
| 5.       | Španělsko      | 2     | 4       | 4     | 10     |
| 6.       | Nizozemsko     | 2     | 1       | 1     | 4      |
| 7.       | Polsko         | 2     | 0       | 3     | 5      |
| 8.       | Belgie         | 2     | 0       | 0     | 2      |
| 9.       | Bělorusko      | 1     | 2       | 1     | 4      |
| 10.      | Německo        | 1     | 1       | 2     | 4      |
| 11.      | Česko          | 1     | 0       | 1     | 2      |
| 12.      | Irsko          | 1     | 0       | 0     | 1      |
| 12.      | Portugalsko    | 1     | 0       | 0     | 1      |
| 12.      | Slovensko      | 1     | 0       | 0     | 1      |
| 15.      | Ukrajina       | 0     | 2       | 0     | 2      |
| 16.      | Francie        | 0     | 1       | 3     | 4      |
| 17.      | Řecko          | 0     | 1       | 0     | 1      |
| 18.      | Dánsko         | 0     | 0       | 1     | 1      |
| 18.      | Slovinsko      | 0     | 0       | 1     | 1      |